# 戈爾夫 (伊利諾伊州)
戈爾夫（英語：Golf）是位於美國伊利諾伊州庫克縣的一個村落。

## 地理
戈爾夫的座標為42°03′27″N 87°47′31″W / 42.05750°N 87.79194°W，而該地最高點為海拔高度190米（即623英尺）。

## 人口
根據2010年美國人口普查的數據，戈爾夫的面積為1.16平方千米，當中陸地面積為1.16平方千米，而水域面積為0.00平方千米。當地共有人口500人，而人口密度為每平方千米431人。